# Apple ProRes
ProRes （プロレズ）は 不可逆 映像圧縮フォーマットである。Appleによりポストプロダクションのために作られた。8Kまでの解像度をサポートする。これはApple Intermediate Codecの後継かつ上位版として2007年にFinal Cut Pro 6と共に発表された。iPhoneでも利用でき、iMovieでも編集できる。
4:4:4 RGBとYCbCrは可逆圧縮である。

## 概要
ProResはビデオ編集の際、一時的に使われる中間コーデックである。エンドユーザーが動画を視聴するために配布する用途には使われない。こうした中間コーデックを使う利点は、エンドユーザー用のコーデックで編集するよりも高い画質を維持しつつ、高価なディスク容量を節約することである。ProRes 422はDCTベース、intra-frameのみのコーデックである。H.264のような動画配布のために使うコーデックよりもシンプルである。

## ProRes 422
ProRes 422 プロキシ、ProRes 422 LT、ProRes 422 、ProRes 422 HQは不可逆映像圧縮フォーマットである。

### 主な特徴
- 8K, 6K, 5K, 4K, 2K, HDおよびSDの解像度
- 4:2:2クロマサブサンプリング
- 10-bitのサンプリング深度

## ProRes 4444およびProRes 4444 XQ
ProRes 4444とProRes 4444 XQは不可逆映像圧縮フォーマットでありアルファチャンネルをサポートする。

### 主な特徴
- 8K, 6K, 5K, 4K, 2K, HDおよびSDの解像度[5]
- 4:4:4クロマサブサンプリング
- 12-bitまでのサンプリング深度

## ProRes RAW
ProRes RAWは、RAWイメージの品質でProRes 4444より小さなファイル容量で済むように設計され、フルクオリティの4KファイルをMacBook Proでリアルタイムで編集することが出来るフォーマット。

## ProResハードウェア
Apple Afterburnerカード - Mac Pro(2019)用。最大6ストリームの8K ProRes RAW、最大23ストリームの4K ProRes RAWの再生に対応するPCI Express x 16カード
Arri AlexaはProResで1080pまたは2Kの映像を記録できる。ProRes 4444と全てのバージョンのProRes 422をサポートする。
他にいくつかのハードウェアベースのProResエンコーダーが存在する。AJA (IO HD FireWire 800 interface; Ki Pro and Ki Pro Mini portable recorders), Atomos (Ninja and Samurai recorders), Sound Devices (PIX series recorders), Convergent Designs (Odyssey7, 7Q, 7Q+), and Fast Forward Video (Sidekick recorder), Blackmagic Design, Convergent Design Odyssey7とOdyssey7Q monitor/recorder, Atomos

### Appleシリコン
2021年よりMacやiPad, iPhoneに搭載されているAppleシリコン M1 Pro, M1 Max, M1 Ultra, A15 Bionic, M2, M2 Pro, M2 Max, M2 Ultra, A16 Bionic, A17 Pro, M3, M3 Pro, M3 Maxに、ハードウェアアクセラレータとしてProResエンコーダ／デコーダを内蔵し高速な処理を実現している。Apple M2 Ultraは、Afterburnerカード7枚分の性能を誇る。